# Bathyarctus formosanus
Bathyarctus formosanus е вид ракообразно от семейство Scyllaridae.

## Разпространение и местообитание
Видът е разпространен в Провинции в КНР и Тайван.
Обитава пясъчни дъна и крайбрежия.